# Policròtids
Els policròtids (Polychrotidae) són una família de sauròpsids (rèptils) escatosos que inclou un únic gènere (Polychrus) amb diverses espècies a centre i Sud-amèrica.

## Característiques
Aquests llangardaixos es caracteritzen per posseir ull parietal; la majoria tenen una coloració verdosa i cua molt llarga. Els mascles adults exhibeixen un plec de pell amb colors cridaners a la regió gular.

## Història natural
La seva alimentació és insectívora i generalment s'alimenten de grills. La majoria són arborícoles i arriben a presentar laminil·les en els dits. Són animals molt territorials.

## Gèneres
Antigament, la família agrupava nombrosos gèneres (Anisolepis, Anolis, Chamaeleolis, Chamaelinorops, Ctenonotus, Dactyloa, Diplolaemus, Enyalius, Leiosaurus, Norops, Phenacosaurus, Polychrus, Pristidactylus, Urostrophus i Xiphosurus).
En l'actualitat ha quedat reduïda a un únic gènere (Polychrus) amb set espècies:
- Polychrus acutirostris Spix, 1825
- Polychrus femoralis Werner, 1910
- Polychrus gutturosus Berthold, 1845
- Polychrus jacquelinae Koch, Venegas, Garcia-Bravo & Böhme, 2011
- Polychrus liogaster Boulenger, 1908
- Polychrus marmoratus Linnaeus, 1758
- Polychrus peruvianus Noble, 1924